# علی‌مردان‌خان چهارلنگ
علی‌مردان‌خان چهارلنگ بختیاری (شاخه چهارلنگ، باب محمود صالح؛ درگذشته ۱۱۶۷ ه‍.ق)، از رجال سیاسی و فرماندهان نظامی دوران صفویه و افشاریه و از سران ایل بختیاری و از سرداران سپاه نادرشاه افشار بود. او یک سال نایب‌السلطنه شاه اسماعیل سوم و همچنین حدود هفت ماه نیز نایب‌السلطنه شاه سلطان حسین دوم بود. علیمردان خان در حکومت شورایی که به همراه کریم خان زند و ابوالفتح خان بختیاری شکل داد، مسئولیت نیابت سلطنت را عهده‌دار شد.

## فتح اصفهان
علی‌مردان خان بعد از جدا شدن از عادل‌شاه افشار و استقرار در سرزمین بختیاری، به تهیهٔ نیرو و قوا برای نبرد با حکومت افشاریان مشغول شد. وی ابتدا گلپایگان و خوانسار را متصرف و آماده حمله به اصفهان شد. علیمردان‌خان پس از تهیه سپاه به سمت اصفهان روانه شد و شهر گز را نیز در نزدیکی اصفهان تصرف کرد، ولی در مقابله با ابوالفتح‌خان بختیاری به علت کمبود تجهیزات و نیرو، سپاه خان چهارلنگ ناتوان از فتح اصفهان بود، بنابراین علیمردان‌خان دست به حیله‌ای سیاسی زد و پیام صلح به ابوالفتح‌خان داد. حاکم اصفهان هم این پیشنهاد را پذیرفت و مکان عقد قرارداد صلح را مشخص کرد. علیمردان‌خان پس از دریافت جواب حاکم اصفهان، چون می‌دانست سپاهیان افشار دیگر مراقب حرکات نظامی او نیستند و فریب پیشنهاد او را خورده‌اند، شبانه و بدون مزاحمت سپاه افشاریه با سپاهیان خود به سمت غرب عقب‌نشینی کرد.
بعد از این عقب‌نشینی، خان بختیاری شروع به جمع‌آوری سپاه کرده و از کریم خان درخواست نیرو و کمک کرد. کریم خان که منتظر چنین پیشنهادی بود روانه گلپایگان شد، پس از پیوستن کریم خان زند به علیمردان خان، او درصدد حمله به اصفهان برآمد، بنابراین در سال ۱۱۶۳ هجری قمری، با سپاهی ۲۰ هزار نفری به سمت اصفهان حرکت کرد. ابوالفتح‌خان به اتفاق تعدادی از سرداران نادرشاه از جمله موسی‌خان افشار، سلیم‌خان قرقلوی افشار، صالح خان دربندی، میرمحمدخان عرب میش‌مست خراسانی و دیگر سرکردگان آذربایجان، عراق عجم و فارس، با لشکری قریب به ۵۰ هزار نفر و توپخانه مکمل، از اصفهان برای پیکار، به استقبال علیمردان خان و کریم‌خان رفتند، که بعد از یک نبرد خونین در منطقه کهیز، علیمردان‌خان بر سپاه افشاریه فایق آمد و اصفهان در جمادی‌الاول ۱۱۶۳ هـ. ق به تصرف قوای بختیاری درآمد. پس از فتح شهر ابوالفتح خان و دیگر سرداران و سران شهر که در اَرگ تبرک اصفهان پناه برده بودند، با شرایطی تسلیم شدند. علیمردان خان با وساطت برخی بزرگان از قتل ابوالفتح‌خان و دیگر سرداران افشاریه درگذشت.

## قتل ابوالفتح‌خان بختیاری
ابوالفتح خان بختیاری منکر مناهی بود و با صلاح و سداد و تقوا و شب‌زنده‌دار بود و علیمردان خان را حقیر می‌شمرد و با او به درشتی سخن می‌گفت، اتفاقاً علیمردان خان در حالت مستی از سخن درشت ابوالفتح خان متغیر شد و تبرزینی که در دست داشت را بر فرق ابوالفتح خان فرود آورد و او را به قتل رساند و بعد پشیمان شد و به آیین پادشاهی او را کفن و دفن نمود و قواعد تعزیت به جا آورد و بازماندگانش را به عذرخواهی نوازش نمود و تمشیت امور اصفهان با توابع و کاشان و قم با توابع و قلمرو علیشکر و قزوین و ری با توابع و کرمانشاهان و همدان با توابع، یزد و کرمان با توابع را به آنها داد.

## جنگ کوهرنگ
کریم خان پس از تصرف اصفهان و جمع‌آوری نیرو، با سپاه ۴۰ هزار نفری خود، به سمت غرب روانه شد، که در کنار زاینده‌رود، در منطقه بازفت، دو سپاه به هم برخوردند و نبرد سنگینی درگرفت، که در کشاکش نبرد، به دلیل ترس از زیاد تر بودن سپاه کریم خان نسبت به سپاه علیمردان‌خان (سپاه زند ۳۵ تا ۴۰ هزار نفر و سپاه بختیاری ۲۰ تا ۱۵ هزار نفر بود) به صورت پنهانی، شاه اسماعیل سوم صفوی (ابوتراب)، زکریا خان کزازی و دیگر بزرگان همراه شاه اسماعیل سوم و بخشی از سپاه علیمردان خان، از اردوی او جدا و به سپاه کریم خان زند ملحق شد. همچنین علی صالح بیگ دورکی هفت‌لنگ و بختیاری‌های همراه او در حین نبرد از سپاه علیمردان خان جدا شدند و به کریم خان پیوستند، که این خبر باعث تحلیل روحیه سپاه علیمردان خان و نهایتاً شکست وی شد. پس از این شکست علیمردان خان همراه با اسماعیل‌خان فیلی؛ والی لرستان به کوه‌های بختیاری عقب‌نشینی کرد به منطقه بنه‌وار در خوزستان وارد شد.

## جنگ حاجی‌آباد کرمانشاه
علیمردان خان پس از گذشت ۱۸ ماه و جمع‌آوری ۸ هزار نفر سرباز از خوزستان و عقد پیمان با موالی هویزه و اعراب بنی لام و جمع‌آوری سپاه از لرهای فیلی توسط اسماعیل‌خان فیلی والی لرستان و متحد علیمردان خان به دلیل دعوت عبدالعلی‌خان و میرزا محمدتقی که قعلهٔ کرمانشاه را در تصرف خود داشتند و از قدرت‌گیری کریم خان و حمله او به کرمانشاه هراس داشتند، به سمت کرمانشاه روانه شد. کریم خان که از این واقعه نگران شده بود، سپاه سی هزار نفری زند را به فرماندهی محمدخان زند روانه کرمانشاه کرد و خود کریم خان در اصفهان ماند، سپاه زندیه در منطقه حاجی‌آباد کرمانشاه رو در روی پیش قراولان سپاه بختیاری قرار گرفت، محمدخان فرمانده سپاه زند، می‌خواست قبل از رسیدن خبر ورود سپاه زندیه به حاجی‌آباد به پیش قراولان سپاه بختیاری به آن‌ها حمله کند، ولی پیش قراولان سپاه علی‌مردان خان از این موضوع خبر دار شده و قاصدی به سمت علیمردان خان ارسال و او را مطلع کردنند، در این هنگام اسب‌های سپاه بختیاری را برای چرا به مکان دوری برده بودند و فقط پانصد اسب در اختیار بختیاری‌ها بود، در همین هنگام محمد خان زند پس از کشتن و فراری دادن عده‌ای از پیش قراولان سپاه علیمردان خان به سمت سنگر شوشتری‌های همراه علیمردان خان رفت و از اسب پیاده شد و شروع به تهدید آن‌ها کرد که اگر تسلیم او نشوند آن‌ها را خواهد کشت در این هنگام شوشتری‌ها به محمد خان فحاشی کردند، که محمد خان خشمگین شد و به سمت آن‌ها حمله برد در این هنگام شوشتری‌ها به سمت او تیراندازی کردند که باعث زخمی شدن و شکستن پای محمدخان شد، ولی خان زند توسط سواری از سپاه خود سوار اسبی شده و از میدان نبرد خارج شد، علیمردان خان که از این واقعه آگاه شد با سیصد سوار به سپاه زند حمله کرد، زندها که فکر می‌کردند مورد حملهٔ همهٔ سپاه بختیاری قرار گرفتند شروع به فرار کردند، در این هنگام بقیهٔ سپاه علیمردان خان که در سنگر بودند، پیاده و سواره در پی لشکر شکست خوردهٔ زند دویدند و بار و بنه سپاه سی هزار نفری زند به تصرف بختیاری‌ها درآمد و همچنین، نهصد نفر از سپاه زند اسیر گرفته شد.

## جنگ نهاوند
کریم خان پس از شنیدن شکست سپاه زند توسط علیمردان خان، از اصفهان روانه همدان شد. علیمردان خان پس از شکست سپاه زند؛ تعقیب لشکر فراری زند را چهل روز به تأخیر انداخت سپس بعد از چهل روز برای مقابله با سپاه زند روانه منطقه نهاوند شد، و در آنجا با سپاه دوباره سامان گرفتهٔ زند روبرو شد، و جنگی درگرفت که در روز اول به سود سپاه علیمردان خان بود در شب همان روز قرار شد سه هزار از بهترین افراد سپاه علیمردان خان به لشکر زند که هنوز کریم خان به آن‌ها نپیوسته بود، شبیخون بزنند ولی علیمردان خان آن شب به دلیل بخت برگشته از او و علیمردان (به گفتهٔ مؤلف کتاب مجمل التواریخ) به خواب سنگینی دچار شد و سرداران علیمردان که منتظر صدور فرمان حمله بودند، پس از مدتی صبر که فرمانی صادر نشده بود، دو دفعه به چادر علیمردان رفتند از او درخواست فرمان حمله کردنند که علیمردان خان به آن‌ها گفت حالا وقت حمله نیست تا اینکه صبح شد و علیمردان موقعیت را از دست داد، هنگامی علیمردان خان از خواب بیدار شد و قرار شبیخون را به یاد آورد، سرداران علیمردان خان را به حضور طلبید و آنها را به دلیل اینکه چرا او را بیدار نکردند مورد سرزنش قرار داد در همان هنگام سرداران علیمردان خان را از قضیهٔ شب و خواب سنگین او مطلع کردند که علیمردان خان پس از آگاهی از این وقایع با بخت خفتهٔ خود به جدل پرداخت، در همین هنگام کریم خان به سپاه زند پیوست، وقتی سپاه علیمردان از ورود کریم خان به سپاه زند و خواب غفلت آمیز سردار خود اطلاع یافتند از روحیه و امید شان کاسته شد، بالاخره در همان روز نبردی درگرفت که علیمردان و اعراب بنی لام دلاوری زیادی از خود نشان دادند و تا قلب سپاه زند هم پیش رفتند، در کشاکش نبرد کریم خان که دفاع ضعیف از چادر و بنه اردوی علیمردان را مشاهده کرد دستور حمله به آن منطقه را داد، در هم‌زمان با این وقایع عده‌ای از علیمردان خان برای دفاع از چادر و بنه وکمک به محافظان آن به عقب شتافتند، لشکر پیش تاز علیمردان خان که در نبرد با زندها بودند و از حمله زندها به چادر و بنه اطلاع نداشتند، این عمل را دال بر فرار آن‌ها دانسته و روحیه‌شان را از دست دادند و شروع به عقب‌نشینی نمودند در همین هنگام کریم خان که از وقایع مطلع بود دستور حمله داد، علیمردان خان که از عقب‌نشینی سپاهیان علیمردان آگاه شد هرچه تلاش کرد نتوانست از عقب‌نشینی سپاه خود جلوگیری کند و خود نیز به ناچار عقب‌نشینی کرد.
علیمردان کوچک که از سرداران نامی علیمردان خان بزرگ (مختارالدوله) و خواهر زادهٔ او بود چون وضع را چنین دید به سمت چادر و بنه علیمردان که توسط زندها در حال غارت بود حرکت کرد و عده‌ای از زندها را کشت و سپس وارد چادر خود شد و وسایل خود را سوار اسبش کرد از میان سپاهیان زند بیرون زد و به علیمردان خان پیوست.

## درگذشت
علیمردان خان پس از نبرد نهاوند ناامید نشده و برای رویارویی مجدد، به جمع‌آوری سپاه و تجهیزات نظامی به بغداد و سپس خوزستان و لرستان و روانه شد، علیمردان خان مختارالدوله در منطقهٔ «دربند» لرستان (دهستانی بزرگ در شهرستان کنونی ازنا)، یکی از سکونتگاه‌های شاخهٔ چهارلنگ بختیاری و در حالی که مشغول آماده‌سازی سپاهیان برای رویارویی دوباره با کریم خان زند بود، به دست محمدخان زند و یارانش در سال ۱۱۶۷ هجری قمری کشته شد و در همان‌جا بخاک سپرده شد.